# I love the 90's - The party
I love the 90's - The party is een jaarlijks evenement in de Ethias Arena in Hasselt. Het is een fuif afgewisseld met liveoptredens van bekende artiesten uit de jaren 90. De nadruk ligt op eurodance. De eerste editie ging door in 2008 en was met 21.500 bezoekers reeds het eerste jaar volledig uitverkocht. Bovendien was het de grootste fuif ooit in België die doorging in 1 zaal. In 2009 slaagden ze erin om de originele bandleden van 2 Unlimited voor het eerst in 13 jaar opnieuw samen te laten optreden.

## Edities

### I love the 90's - The party (12 april 2008)
De eerste editie was een samenwerking tussen JIM en Radio Donna en was met 21.500 bezoekers uitverkocht.
Met liveoptredens van:
- 2 Brothers on the 4th Floor
- 2 Fabiola
- Culture Beat
- Dr. Alban
- Jessy
- Thea Austin van Snap!

DJ-sets:
- DJ Sash!
- DJ Ward
- Regi

### I love the 90's - The party 2009: Bigger and bolder (11-12 april 2009)
De tweede editie was een samenwerking tussen JIM en Q-Music. Nadat begin februari bekend raakte dat Ray en  Anita, de twee originele bandleden van 2 Unlimited, voor het eerst in dertien jaar opnieuw zouden optreden, was de editie twee maanden op voorhand uitverkocht. Er werd een tweede dag toegevoegd met een identiek programma, dat uiteindelijk ook uitverkocht zou geraken. In totaal bezochten 44.000 mensen de party.
Met liveoptredens van:
- 2 Fabiola
- Da Boy Tommy
- Da Rick
- Gala
- Ice MC
- La Luna
- Nunca
- Ray en Anita van 2 Unlimited
- Rozalla
- Zippora

DJ-sets:
- DJ Ward
- Pat Krimson
- Regi

### I love the 90's - The party @ Tomorrowland 2009 (25 juli 2009)
Op zaterdag 25 juli 2009 was I love the 90's - The party ook terug te vinden op het festival Tomorrowland. De nadruk lag op clubmuziek.
Met liveoptredens van:
- Thea Austin van Snap!
- Push

DJ-sets van:
- Natural Born Deejays
- Pat Krimson
- Regi
- DJ Sash!
- DJ Wout
- DJ Ward

### I love the 90's - The party 2010: The gates are open! (10 april 2010)
De derde editie vond plaats op 10 april 2010 in de Ethias Arena te Hasselt.
De liveoptredens waren verzorgd door (Playlist):
- DJ Ward (Warming up)
- Mo-Do
- Double vision
- Rednex
- DJ Ward (refresh)
- D-Devils
- Def Dames dope (eenmalige reünie)
- MC Hammer
- Regi
- DJ Ward (After party)

### I love the 90's - The party 2011 (16 april 2011)
De vierde editie ging door op zaterdag 16 april 2011.
De volledine line-up volgens de setlist:
- DJ Ward (Warming up)
- Astroline (“Feel The Fire”)
- Absolom (“Baby Boomers”, "Where?", "Secret", "Remembering The 90's")
- The Outhere Brothers ("Boom Boom Boom", “Don’t Stop Wiggle Wiggle”)
- DJ Ward
- E-Rotic (“Max Don't Have Sex With Your Ex”)
- Haddaway ("Life", “What Is Love”)
- 2 Brothers On The 4th Floor ("Never Alone", "Dreams", "Come Take My Hand")
- Vanilla Ice ("Ninja Rap", "Ice Ice Baby")
- Regi
- Jan Vervloet van Fiocco
- DJ Ward (Afterparty)

### I love the 90's - The party 2012 (14 april 2012)
De vijfde editie van I love the 90's - The party ging door op zaterdag 14 april 2012.
Op de affiche stonden:
- DJ Ward
- T-Spoon ("Sex On The Beach")
- Marshall Masters ("I Like It Loud", "Don't Touch That Stereo")
- Ice MC ("It's A Rainy Day", "Think About The Way")
- Gigi D'Agostino ("L'Amour Toujours", "La Passion", "The Riddle", "Blablabla")
- Milk Inc. ("La Vache", "In My Eyes")
- Snap! ("Rhythm Is A Dancer", "Welcome To Tomorrow", "The First, The Last, Eternity")
- Ray & Anita ("No Limit", "Twilight Zone", "Tribal Dance", "Let The Beat Control Your Body", "Jump For Joy")

### I love the 90's - The party 2013 (6 april 2013)
De zesde editie van I love the 90's - The party ging door op zaterdag 6 april 2013 in de Ethias Arena in Hasselt.
Op de affiche stonden:
- Scooter
- Vengaboys
- Eiffel 65
- Captain Hollywood
- Sash!
- Paul Elstak
- DJ Ward

### I love the 90's - The party 2014 (12 april 2014)
De zevende editie van I love the 90's - The party ging door op zaterdag 12 april 2014 in de Ethias Arena in Hasselt.
Op de affiche stonden:
- 5ive
- C&C Music Factory
- Cappella (danceact)
- Alice Deejay
- 2 Brothers on the 4th Floor
- Whigfield
- DJ Jean

### I love the 90's - The party 2015 (11 april 2015)
De achtste editie van I love the 90's - The party ging door op zaterdag 11 april 2015 in de Ethias Arena in Hasselt.
Op de affiche stonden:
- Hanson
- Peter Andre
- 2 Fabiola
- Urban Cookie Collective
- Twenty 4 Seven
- Human Resource

### I love the 90's - The party 2016 (9 april 2016)
De negende editie van I love the 90's - The party ging door op zaterdag 9 april 2016 in de Ethias Arena in Hasselt.
Op de affiche stonden:
- La Luna
- Bonzai All Stars
- 2 Fabiola
- 2 Brothers On The 4th Floor
- Dj Ward
- Absolom vs. Astroline
- SNAP!
- Culture Beat
- Dj Bobo

### I love the 90's - The party 2017 (8 april 2017)
De tiende editie van I love the 90's - The party ging door op zaterdag 8 april 2017 in de Ethias Arena in Hasselt.
Op de affiche stonden:
- Steps
- Zippora
- Ice MC
- Cherry Moon Live
- DJ Peter Project
- Pat Krimson
- 2 Fabiola
- Vengaboys
- DJ Ward

### I love the 90's - The party 2018 (7 april 2018)
De elfde editie van I love the 90's - The party ging door op zaterdag 7 april 2018 in de Ethias Arena in Hasselt.
Op de affiche stonden:
- Aqua
- Right Said Fred
- Chesney Hawkes
- Paul Elstak
- Atmoz
- Pat Krimson
- Cherry Moon Trax
- 2 Brothers on the 4th Floor
- Natural Born Deejays
- Virtual Zone
- Absolom
- Astroline
- Maxx
- DJ Ward

### I love the 90's - The party 2019 (13 april 2019)
De twaalfde editie van I love the 90's - The party ging door op zaterdag 13 april 2019 in de Ethias Arena in Hasselt.
Op de affiche stonden:
- Boyzone
- Maxi Jazz (* moest last minute afzeggen)
- Vengaboys
- 2 Fabiola
- Snap!
- DJ Sash
- Maarten & Dorothee (Q-Music dj's)
- DJ Ward

### I love the 90's - The party 2020 (21 maart 2020) - geannuleerd
De dertiende editie van I love the 90's - The party zou door zijn gegaan op zaterdag 21 maart 2020 in de Ethias Arena in Hasselt, wat de eerste keer zou zijn geweest dat de party zo vroeg op het jaar valt. De party werd geannuleerd naar aanleiding van de coronapandemie.

### I love the 90's - The party 2021 (16 oktober 2021)
De dertiende editie van I love the 90's - The party ging door op zaterdag 16 oktober 2022 in de Trixxo Arena in Hasselt.
Op de affiche stonden:
- East 17
- Fiocco (‘Afflito’, ‘The Spirit’), dat na meer dan 21 jaar, in de originele bezetting, opnieuw optreedt.
- Bonzai All Stars
- Furax
- Twenty 4 Seven
- Alice Deejay
- 2 Brother on the 4th Floor
- D-Devils
- Culture Beat
- Maarten & Dorothee
- DJ Ward

### I love the 90's - The party 2022 (14 mei 2022)
De veertiende editie van I love the 90's - The party ging door op zaterdag 14 mei 2022 in de Trixxo Arena in Hasselt.
Op de affiche stonden:
- Clouseau
- 2 Unlimited
- Rednex
- 2 Fabiola
- DJ Ward
- Virtual Zone
- Dorothee Vegas & Like Maarten
- Cherry Moon Trax
- Astroline
- 25 years Da Rick & Da Boy Tommy
- DJ Thierry

## Trivia
VT4 en MNM, het vroegere Radio Donna, organiseerden op 4 april 2009 eenzelfde party in het Sportpaleis in Antwerpen. De Ethias Arena trok naar de rechtbank wegens plagiaat, maar verloor de rechtszaak.